# Пит Куайф
Пит Куайф (на английски: Pete Quaife) е английски китарист.

## Биография
Той е роден на 31 декември 1943 година в Тависток. През 1963 година става съоснователи на рок групата „Кинкс“, в която свири на бас китара до 1969 година. Пит Куайф умира на 24 юни 2010 година.